# Lake View (Caroline du Sud)
Pour les articles homonymes, voir Lake View.
Lake View est une ville située dans le comté de Dillon, dans l’État de Caroline du Sud, aux États-Unis. Lors du recensement de 2020, elle comptait 764 habitants.